# Julia Alvarez
Julia Alvarez (New York, 27 maart 1950) is een Amerikaanse schrijfster van Dominicaanse afkomst. Ze heeft diverse boeken geschreven, voor jongvolwassenen, poëzie, maar vooral romans. De hoofdfiguren in haar romans zijn vaak Dominicanen, al dan niet in de Verenigde Staten.
Alvarez oogstte vooral bekendheid met haar romans How the García Girls Lost Their Accents (1991), In the Time of the Butterflies (1994), en ¡Yo! (1997).
Haar bekendste boek is 'In de tijd van de vlinders' (In the Time of the Butterflies)  waarin het verhaal wordt verteld van de zusjes Mirabal, die in de Dominicaanse Republiek, ten tijde van de dictatuur van Trujillo, in de problemen kwamen. Dit boek is gebaseerd op een waargebeurd verhaal. Het boek is verfilmd in 2001, met Salma Hayek in de hoofdrol.